# Trevor Paglen
Trevor Paglen (né en 1974) est un artiste, géographe et auteur américain dont le travail aborde la surveillance de masse et la collecte de données. En 2016, Paglen remporte le prix de la Deutsche Börse Photography Foundation et il remporte également le prix culturel de la Société allemande de photographie.

## Biographie
Formation
Trevor Paglen passe son enfance sur des bases militaires américaines où son père exerce en tant qu'ophtalmologue avant de rejoindre San Francisco.  
Trevor Paglen obtient un baccalauréat en études religieuses en 1998 de l'Université de Californie à Berkeley, une maîtrise en beaux-arts en 2002 de la School of the Art Institute de Chicago puis un doctorat en géographie en 2008 de l'Université de Californie à Berkeley. 
Parcours artistique
En 2014, il répertorie plus de 4000 noms de code d’opérations secrètes dans son exposition « Noms de code de l'état de surveillance », défilant au sein une installation vidéo pour amplifier l'immersion visuelle du système de surveillance,.
En 2015, lors de la sélection du prix de photographie Deutsche Börse, l'artiste américain Trevor Paglen est choisi pour son projet « The Octopus », une installation qui comprend des images de zones militaires et gouvernementales restreintes et des trajectoires de vol de drones dont le travail aborde la surveillance de masse et la collecte de données. Le président du jury lui décerne le prix en déclarant « Le jury a reconnu le projet The Octopus de Trevor Paglen pour sa contribution significative aux problèmes actuels qui traitent de l'impact inquiétant des aspects invisibles de la technologie sur notre vie quotidienne ».
Selon The Guardian, le journal décrit Trevor Paglen comme « l'un des artistes politiques les plus aventureux sur le plan conceptuel fonctionnant aujourd'hui, et a collaboré avec des scientifiques et des militants des droits de l'homme sur ses projets multimédias toujours ambitieux ». 
En 2018, le Smithsonian American Art Museum, à Washington DC accueille une rétrospective de l’œuvre de Trevor Paglen dont la mission est de questionner l’expérience américaine concernant les systèmes de surveillance et bien qu'invisible, l'influence de l'intelligence artificielle dans cette démarche en alertant afin de « Saisir le moment historique dans lequel nous nous trouvons ». 
En septembre 2020, la Pace Gallery de Londres organise une exposition du travail de Trevor Paglen, explorant « les façons étranges et partielles que les ordinateurs nous regardent ». L’exposition présente plusieurs photographies d'arbres en fleurs conçues et exécutées sous confinement à New-York, lorsque Paglen a été frappé par la fragilité de la vie humaine et des institutions sociales, ce qui n’a pas perturber le cycle naturel des saisons avec l'arrivée du printemps où les fleurs continuent à fleurir.
En 2021, il s'intéresse en collaboration avec Kate Crawford, à travers le projet « Training Humans » à la reconnaissance d’images par des algorithmes et questionnent sur les biais sociétaux à grande échelle,. 

## Expositions
- Massachusetts Museum of Contemporary Art, North Adams, Massachusetts
- Andy Warhol Museum of Modern Art, Medzilaborce, Slovakia
- San Francisco Museum of Modern Art, San Francisco, CA
- Bellwether Gallery, New York, Novembre–Décembre 2006
- The Other Night Sky, Berkeley Art Museum, 2008
- A Compendium of Secrets, Cologne
- Still Revolution: Suspended in Time, Museum of Contemporary Canadian Art, Toronto, May–June 2009. Group exhibition with Paglen, Barbara Astman, Walead Beshty, Mat Collishaw, Stan Douglas, Idris Khan, Martha Rosler, and Mikhael Subotzky
- A Hidden Landscape, Aksioma, Ljubljana, Slowenia
- Geographies of Seeing, Lighthouse, Brighton, England, Octobre–Novembre 2012
- The Last Pictures, New York, 2012–13
- Trevor Paglen, Altman Siegel gallery, San Francisco, CA, Mars–Mai 2015
- The Octopus, Frankfurter Kunstverein, Frankfurt am Main, 2015
- Autonomy Cube, Edith-Russ-Haus, Oldenburg, Germany, Octobre 2015 – Janvier 2016. Sculpture by Paglen and Jacob Appelbaum.
- Deutsche Börse Photography Foundation Prize 2016, The Photographers' Gallery, London, Avril–Juin 2016. Deutsche Börse Photography Prize shortlist with Paglen, Erik Kessels, Laura El-Tantawy, and Tobias Zielony.
- Radical Landscapes, di Rosa, Napa, February–Avril 2016
- L’Image volée, Americas II, Bahamas Internet Cable System (BICS-1) and Globenet, Fondazione Prada, Milan (group exhibition), 2016
- A Study of Invisible Images, Metro Pictures, New York, Septembre–Octobre 2017

## Prix et distinctions
- 2014: Pioneer Award from the Electronic Frontier Foundation.
- 2015: The Cultural Award from the German Society for Photography (DGPh).
- 2015: Academy Award as cameraman and director for the documentary film Citzenfour.
- 2016: Deutsche Börse Photography Foundation Prize.
- 2017: MacArthur Fellowship, John D. and Catherine T. MacArthur Foundation, Chicago, IL.
- 2018: Nam June Paik Art Center Prize.